# Genlisea barthlottii
Genlisea barthlottii ist eine fleischfressende Pflanzenart aus der Gattung der Reusenfallen in der Familie der Wasserschlauchgewächse (Lentibulariaceae). Sie ist nur in Guinea heimisch und wurde im Jahr 1996 erstbeschrieben.

## Beschreibung
Genlisea barthlottii ist eine einjährige, krautige Pflanze. Die Laubblätter stehen in einer dichten bodenständigen Rosette, sind 11 bis 12,5 Millimeter lang und 4,5 bis 3 Millimeter breit; sie sind spatelförmig, am Ende stumpf und auf der Oberseite besetzt mit fadenförmigen Haaren. Die zahlreichen Fallen erreichen eine Länge von bis zu 8 Zentimeter.
Die aufrechte, un- oder schwach verzweigte Blütenstandsachse ist 18 bis 24 Zentimeter lang, im Querschnitt zylindrisch, im unteren Teil kahl, im oberen Teil schwach bis dicht mit langgestielten Drüsen, kurzen, in Reihe stehenden, nichtdrüsigen Haaren sowie einigen wenigen Schuppenblättern besetzt. Die Tragblätter sind eiförmig-lanzettlich bis linealisch-lanzettlich, spitz zulaufend, erreichen eine Länge von rund 2 Millimeter und weisen Drüsen auf, nichtdrüsige Haare fehlen. Die Vorblätter sind linealisch-lanzettlich und kürzer.
Am Blütenstand stehen vier bis fünf Blüten an aufrechten, 5 bis 10 (selten 20) Millimeter langen Blütenstielen, die während Blüte und Frucht weiterwachsen und dicht mit langgestielten Drüsen sowie kurzen, in Reihe stehenden, nichtdrüsigen Haaren bedeckt sind.
Der Kelch ist fünflappig und bis annähernd zum Ansatz geteilt, die einzelnen Lappen sind annähernd gleichgeformt, eiförmig-lanzettlich, spitz zulaufend, 2 bis 3 Millimeter lang und  mit langgestielten Drüsen besetzt. Die Krone ist 8 bis 10 Millimeter lang und violett bis lila gefärbt. Die bis zu 3,5 Millimeter lange Oberlippe ist eiförmig länglich-rund und verjüngt sich zum oberen, gestutzten Ende hin, der äußere Teil ist bedeckt mit kurzen Drüsenhaaren. Die deutlich dreigelappte Unterlippe ist bis zu 3,8 Millimeter lang und 8 Millimeter breit, der Sporn ist 6 bis 7,5 Millimeter lang und mit kurzen Drüsenhaaren besetzt.
Die sichelförmigen Staubblätter sind rund einen Millimeter lang, der Fruchtknoten rund und an der Spitze mit bis zu 0,4 Millimeter langen gestielten Drüsen bedeckt, der Griffel ist kurz, die Narbe einlappig und halbkreisförmig.

## Verbreitung und Standort
Genlisea barthlottii ist heimisch auf Inselbergen in Guinea.
Sie ist dort Teil der sehr kurzlebigen Pflanzengesellschaft der ephemeral flush vegetation, die bedingt wird durch nur während der Regenzeit auftretende und nur wenige Wochen anhaltende, die Hänge herabströmende große Mengen an Wasser. Sie zeichnet sich aus durch einen hohen Anteil fleischfressender Pflanzenarten und Vertreter der Eriocaulaceae, Xyridaceae und Burmanniaceae.
Bei Genlisea barthlottii konnte erstmals gezeigt werden, dass ihre Beute Einzeller sind: Es ist somit die einzige bekannte protozoenfangende Carnivore. Außerdem besitzt sie das kleinste Genom aller Blütenpflanzen.

## Systematik und Botanische Geschichte
Die Erstbeschreibung erfolgte 1996 durch Stefan Porembski, Eberhard Fischer und Björn Gemmel anhand von 1906 in Guinea gesammeltem Material. Das Artepitheton ehrt den deutschen Botaniker Wilhelm Barthlott, der zahlreiche Studien über afrikanische Genlisea-Arten und deren Fallensystem durchgeführt sowie Expeditionen auf Inselbergen in Westafrika geleitet hat. Wie alle afrikanischen Arten gehört Genlisea barthlottii innerhalb der Gattung in die Sektion Genlisea.
Die Art wurde insgesamt nur vier Mal gesammelt.